# Perczel Károly
Perczel Károly, születési nevén Preiser Károly (Pécs, 1913. augusztus 12. – Budapest, 1992. január 2.) Széchenyi-, Hild János- és Herder-díjas magyar építész, urbanista. A „regionális tervezés magyarországi megteremtője”, az Urbanisztikai Világszövetség alelnöke, a Magyar Építőművészek szövetségének főtitkára. Az 1960-as években megakadályozta a budapesti Rókus-kápolna lebontását, és fontos szerepet játszott abban is, hogy meghiúsult a Bős–nagymarosi vízlépcső teljes kiépítése.

## Élete
Preiser Miklós (1871–1939) bankigazgató, kereskedelmi tanácsos és Ullmann Mária (1885–1963) fiaként született zsidó családban. Nővéréből, Preiser Klárából (1910–2003) textilművész vált. Anyai nagyapja Ullmann Károly (1852–1900) volt, a pécsi kereskedelmi világ egyik közismert tagja. Huszonnégy éven át a Pécsett levő bankházának főnöke, a pécsi kereskedelmi és iparkamarának alelnöke, az Osztrák–Magyar Bank cenzora, a Pécsi Királyi Törvényszék kereskedelmi ülnöke, a városi köztörvényhatósági bizottsági tagja és a Trieszti Általános Biztosító Társaság főügynöke volt.
Egyéves korától Budapesten élt családjával. Középiskolai tanulmányait 1923-tól 1930-ig a Kegyes-Tanítórendiek Budapesti Főgimnáziumában végezte. 1931-ben a Budapesti IX. kerületi Állami Fáy András Reálgimnáziumban érettségizett. Ezután a budapesti József Műegyetem Építészettudományi Karán kezdte meg felsőfokú tanulmányait. 
Az illegális baloldali mozgalomban való részvétele miatt az 1931-es biatorbágyi merényletet követően Tömpe Andrással, Féner Oszkárral és Kepes Ferenccel együtt letartóztatták. Hónapokig vizsgálati fogságban tartották, kínozták, majd szabadon engedése után kitiltották Magyarország összes egyeteméről. Apját kényszernyugdíjazták. A mozgalomnak köszönhetően ismerkedett meg első feleségével, Klein Erzsébettel (1913–1993), aki később családnevét Zádorra magyarosította.
Tanulmányait Brnóban folytatta, majd Csehszlovákia 1939-es német megszállását követően a Zürichi Műszaki Egyetemen fejezte be. Svájcból illegális úton Franciaországba került, ahol csatlakozott a francia ellenálláshoz. Itt megnősült Zádor Erzsébettel, 1942-ben született Anna lányuk Párizsban. A háborút követően gyalog indult haza, hogy részt vegyen az újjáépítésben; egy hónapnyi utazást követően, 1945 júniusában érkezett Budapestre.
Perczel 1946-tól az Építésügyi Minisztériumban, illetve a Fővárosi Munkaügyi Tanácsnál dolgozott. A minisztériumban kezdeményezésére jött létre a Területrendezési Intézet az 1940-es évek végén; itt a föld- és házhelyosztással, a tanyaközpontok építésével, de az ipari központok tervezett telepítésével is foglalkoztak.
1949-ben letartóztatták, és a Rajk-perben koholt vádakkal életfogytiglanra ítélték. Öt évet, 1954-es szabadulásáig volt börtönben; ez idő alatt a rabokat foglalkoztató Közérdekű Munkák Igazgatósága 401. Vállalat Általános Épület és Géptervező Irodájában dolgozott, a szintén elítélt Simon Dénes építész vezetése alatt, a budapesti Gyűjtőfogházban, illetve a váci börtönben. 1954-es rehabilitációját 1955–1957 között az Országos Építésügyi Hivatal csoportvezetője, Trautmann Rezső elnök (későbbi miniszter) és Benkhard Ágost elnökhelyettes mellett. 1957-ben született meg feleségétől, Erzsébettől második gyermeke, István. 1957-től az Építésügyi Minisztérium Településfejlesztési Főosztályának vezetője. Elsősorban a regionális tervezés és a városépítészet területén dolgozott tovább, de szerepet vállalt a műemlékvédelemben, készített hasznosítási koncepciót a magyarországi hévízkincsről, közreműködött az országos főépítészi rendszer kiépítésében, szakmai kapcsolatain keresztül pedig a hazai építészet külföldi megismertetésében. A magyarországi szakmai közéletben kiemelt szerepet vállalt; tiltakozott például Csonka Pál és Kotsis Iván műegyetemi professzorok kényszernyugdíjazása ellen, a Magyar Építőművészek Szövetségének főtitkára pozícióját töltötte be. Rendszeres szerzője volt több szakmai folyóiratnak; legtöbb publikációja a Városépítés és a Területrendezés című lapokban jelent meg.
Az Építésügyi és Városfejlesztési Minisztérium főosztályvezetőjeként (a műemlékvédelem elismert szakemberével, Dercsényi Dezsővel összefogva) az 1960-as években megakadályozta a Rókus-kápolna lebontását, amelyet a Budapesti Pártbizottság a Rákóczi út kiszélesítésére hivatkozva rendelt el.
Legfontosabb szakmai eredménye a regionális tervezés magyarországi meghonosítása, amelynek egyszersmind évtizedeken keresztül vezető alakja volt. „A Magyarországi regionális tervezés és településhálózat fejlesztés alapelvei” című kandidátusi értekezését 1962-ben védte meg. A szakterületen fő műve „sokéves regionális vizsgálatok alapján készült Országos Településfejlesztési Terv.”
1973-ban házasodott meg második feleségével, Tevan Zsófia építészmérnökkel, akit az Új Építészek Körében ismert meg.
A Városépítési Tudományos és Tervező Intézet munkatársaként 1977-től az irányítása alatt készültek a Bős–nagymarosi vízlépcső előkészítő tervei. Az 1980-as évek közepére a háttértanulmányok meggyőzték arról, hogy a tervet nem szabad megvalósítani, így – a kapott személyes fenyegetések ellenére – szakmai érvekkel és nyilvános szerepvállalással állt ki ellene. Ez komoly szerepet játszott abban, hogy az építkezést magyar részről leállították.
Az urbanisztika területén nyújtott szakmai tevékenységét 1969-ben egyéni Hild-díjjal ismerték el. Dercsényi Dezső, Gerő László, Preisich Gábor, Major Máté és Entz Géza után a hatodik magyar építészként kapta meg a nemzetközi Herder-díjat 1985-ben. 1990-ben Széchenyi-díjat kapott.

## Díjai, elismerései
- 1948. Magyar Köztársasági Érdemérem arany fokozata[13]
- 1970. Hild János-díj[14]
- 1975. A Munka Vörös Zászló Érdemrendje[15]
- 1985. Herder-díj[16]
- 1990. Széchenyi-díj
- 1992. Pro Régió-díj (posztumusz)[17]

## Főbb publikációi
- Városrendezés a Szovjetunióban. In: Magyar építőipar, 1959/3. 193-197. o.
- A magyarországi regionális tervezés elvi alapjai. In: Építés- és közlekedéstudományi közlemények, 1960/ 1-2. 3-42. o.
- Faluhálózatunk fejlesztésének iránya. In: A Magyar Tudományos Akadémia Műszaki Tudományok Osztályának közleménye, 1960. 26. köt. 174-179. o.
- A regionális tervezés eddigi munkáiról és tapasztalatairól. In: Településtudományi közlemények, 1961/13. 50-55. o.
- Papp Imre – Somos Jenő – Bálint János – Perczel Károly – Bóta László: Az épülő Pécs városrendezési kérdései. Az 1960. november 16-17-én Pécsett megtartott ankét anyaga. Pécs, 1961
- A regionális tervek felhasználása. In: Magyar építőipar, 1963/8. 340-350. o.
- A regionális tervezés és városrendezés fejlődése Magyarországon 1945-től napjainkig. In: Városépítés, 1964/ 1. 4-7. o.
- Gondolatok a szocialista faluhálózat kifejlesztéséről. In: Állam és igazgatás, 1964/9. 785-797. o.
- A településfejlesztés 20 éve. In: Városépítés, 1965/2. 2-3. o.
- A társadalmi struktúra változásainak hatása a településhálózat fejlesztésére. In: Építés- és közlekedéstudományi közlemények, 1965/ 1. 43-58. o.
- A városrendezés feladatai a III. ötéves terv időszakában. In: Városépítés, 1966/ 6. 2-4. o.
- Perczel Károly és mások: Magyarország. Településhálózat-fejlesztési tanulmányterv. Budapest, 1965
- A társadalmi változások hatása a településhálózatra. In: Településtudományi közlemények, 1966/19. 25-32. o.
- Városrendezés és házgyári technológia. In: Városépítés, 1966/2. 2-3. o.
- Perczel Károly – Gerle György: Regionális tervezés és a magyar településhálózat; Akadémiai, Budapest, 1966
- A magyar városhálózat fejlesztésének kérdései az Országos Városépítési Tanácskozáson. In: Városépítés, 1968/ 5. 9-14. o.
- Perczel Károly – Selényi István: Új gondolatok és megoldások Szeged nyugati városrész tervpályázatán. In: Városépítés, 1968/ 4. 22-25. o.
- Az iparfejlesztés és a településhálózat összefüggései. In: Településtudományi közlemények, 1969/ 22. 18-23. o.
- A magyar faluhálózat eddigi fejlődése és jövője. In: Városépítés, 1970/ 6. 5-8. o.
- A magyarországi üdülőkörzetek és üdülőtelepülések hálózatának fejlesztési lehetőségei. In: Területrendezés, 1972/4-5. 57-72. o.
- A városközpontok országos rendszere és munkamegosztása. In: Területrendezés, 1972/3. 59-73. o.
- Új városok Lengyelországban. In: Városépítés, 1973/ 4. 26-27. o.
- Faluhálózatunk jövője az urbanizálódás folyamatában. In: Területrendezés, 1974/1. sz. 33-39. o.
- A településhálózat rekonstrukciója a községek várossá fejlesztésével: A városhálózat kiegészítésének igénye. In: Városépítés, 1974/ 3. 8-9. o.
- A magántelkes szabadonálló és a közös telkes csoportos üdülőbeépítés összehasonlítása. In: Területrendezés, 1975/4. 22-27. o.
- Az elmaradott területek fejlesztése. In: Földrajzi értesítő, 1975/3. 281-290. o.
- A lakásépítés néhány elhanyagolt területrendezési problémája. In: Területrendezés : a területi és településtervezés szakfolyóirata, 1975/1. 32-34. o.
- A magyarországi területi fejlődés általános törvényszerűségeinek feltárása. In: Területrendezés, 1976/ 1. 63-75. o.
- Magyarország urbanizációs fejlettségének területi struktúrája. In: Építés – építészettudomány, 1976/1-2. 227-254. o.
- Az európai víziúthálózathoz csatlakozó magyarországi kikötőhálózat urbanizációs hatásai. In: Városépítés, 1977/ 1. 14-17. o.
- A gazdasági-társadalmi és az urbanizációs fejlettség viszonya az ország területi struktúrájában. In: Településtudományi közlemények, 1977/26. 69-100. o.
- Perczel Károly (szerk.): A bős-nagymarosi vízlépcső regionális terve (háttértanulmányokkal). VÁTI, Budapest, 1978
- A területrendezési mechanizmus hibája: a területfejlesztési mechanizmus hiánya. In: Városépítés, 1979/4. 36-38. o.
- Az urbanizáció minőségi tényezői. In: Településfejlesztés, 1981/1-2. 93-100. o.
- Az északi Duna-szakasz magyar oldalának területrendezési terve. In: Városépítés, 1981/6. 17-20. o.
- Az ismeretlen OTK és településhálózat-fejlesztés újraértékelése. In: Városépítés, 1982/4. 26-27. o.
- A falvak helye a településhálózatban, a falusi funkciók alakulása. In: Településtudományi közlemények, 1982 (31.) 28-33. o.
- Részletek Perczel Károly visszaemlékezéseiből. In: Budapest Főváros Levéltára közleményei, 1984 ([2. évf.]) [1. sz.] 418-426. o.
- A háború után épület lakótelepek javítása. In: Városépítés, 1985/6. 13-19. o.
- A bős-nagymarosi vízlépcső és a Duna menti települések fejlesztése. In: Városépítés, 1987/1. 12-19. o.
- Hegedüs András – Konrád György – Vásárhelyi Judit – Perczel Károly – Sólyom László: Nagymaros. Edition ÖH-Az Osztrák Diákképviselet Kiadóvállalata, Bécs, é. n. (1987)
- Észrevételek a bős-nagymarosi vízlépcsőrendszerről. In: Dobos Júlia – Rácz Judit – Vid László: Utánunk az özönvíz. Duna Kör – ELTE ÁJTK Politikatudományi Tanszékcsoport, Budapest, 1989, 159-172. o.
- A magyarországi regionális tervezés történetéhez – részletek. In: Országépítő, 1991/2. 16. o.

## Idézetek
„Hosszú ideig a lakóterület alatt lakásépítési területet értettek, amit szigorúan el kell választani más célú területektől. Ezt a szemléletet a városrendezés korszerű szemléletében meg kellett változtatnunk. Ma már nem lehet egysíkú lakásépítési területeket létesíteni. Csak az tekinthető a mai igények szerinti lakásnak, amely kiterjesztett értelemben magába foglalja a kapcsolódó létesítményeket, az iskolát, óvodát, üzletet, gyermekjátszóteret, a közlekedési utcákat, parkolóhelyeket, garázsokat és ahonnan könnyen el lehet érni a város egészét ellátó közintézményeket is. (…) Most tehát komplex lakóegységben, városi vonzáskörzetben gondolkozunk.” (1966)
„A rehabilitációval az építés után 25 évnél többet várni gazdasági és társadalmi veszély. Azt a megépítés utáni években már folyamatosan végezni kell. A rehabilitáció folyamatosságát már előre műszakilag, gazdaságilag meg kell tervezni, bele kell kalkulálni a fenntartási, üzemeltetési költségekbe. A karbantartás és rehabilitáció a lakók szervezett és önkéntes érdekképviseletének részvétele nélkül , tisztán külső bürokratikus beavatkozással illuzorikus volna. Megfelelő felkészüléssel és a nemzetközi példák ismeretében azonban lakótelepeink jól működő és társadalmi megbecsülést élvező integrált városrészekké fejleszthetők ki.” (1985)